# Lex artis
Lex artis es la denominación que en el ámbito judicial se da a los niveles de calidad exigibles a los servicios profesionales. En ciertas circunstancias se contrapone al concepto de mala praxis.

## Responsabilidad civil contractual y extra contractual
La responsabilidad civil profesional es la obligación que tienen los profesionales de las diversas disciplinas de responder ante los reclamos de terceros afectados por sus decisiones en el ejercicio de su actividad (llámense estos clientes, pacientes, usuarios o de otra manera). A la responsabilidad civil se le reconocen dos modalidades distintas en atención a la vinculación entre el prestador y el prestatario de un servicio:
- Contractual: es aquella en la que, entre el profesional y la persona que le reclama, existe una vinculación contractual[2]
- Extra contractual: es aquella en la que, entre el profesional y la persona que le reclama, no existe vinculación de ningún tipo

Dentro de las relaciones contractuales, se pueden distinguir dos tipos de contratos según sea el alcance del mismo:
- Contrato de resultados: a través del cual el prestador se obliga a alcanzar objetivos ciertos, verificables y cuantificables ante el prestatario (por ejemplo, una fecha de entrega)
- Contrato de medios: a través del cual el prestador se obliga a poner al alcance del prestatario los medios disponibles para alcanzar un objetivo determinado; pero sin obligarse al objetivo o a que este sea alcanzable (por ejemplo, la relación entre un médico y su paciente)[3]

## Contrato de medios y buenas prácticas profesionales
Cuando un prestatario de un servicio reclama al prestador del mismo a través de la vía civil del derecho, se ve obligado a demostrar tres cosas:
- La existencia del daño reclamado
- La existencia de un error o una omisión por parte del profesional
- Una relación causa-efecto entre ambas

Para demostrar la existencia del error (una decisión tomada que no debería haber sido tomada) u omisión (una decisión que se debería haber tomado y no se tomó) se tiene que referir a las decisiones que habría tomado cualquier otro profesional con las mismas capacidades en las mismas circunstancias.
La lex artis se refiere al conjunto de decisiones que una generalidad de la profesión llevaría a cabo teniendo en cuenta la naturaleza del trabajo encargado y otras circunstancias que concurran. La lex artis se invoca por comparación, no existiendo un conjunto normativo fijo que la defina. Por ello, es aplicable a las profesiones socialmente reconocidas, ejercidas por profesionales habilitados para su ejercicio por un título profesional, en las que existe un grado mínimo de competencia y que estén sujetas a estándares científicos, técnicos y éticos; que son los que guían las decisiones del resto de los profesionales en situaciones similares.